# Носар Тарас Всеволодович
Тарас Всеволодович Носар (*10 липня 1959 року, Донецьк) — український художник. Працює у галузі станкового живопису (тематична картина, пейзаж), графіки, іконопису. Член Національної спілки художників України із 2000 року.
У 1980 році закінчив відділення художнього оформлення Єнакіївського технікуму радянської торгівлі. З 1993 р. займається викладацькою діяльністю: у середній школі; в Українському центрі освіти, науки та культури; Українському гуманітарному колегіумі. Впродовж останніх десяти років викладає композицію у Донецькій регіональній школі високої моди ШЕФ «Парадіс», а також працював старшим викладачем кабінету малюнку у Донецькій філії Київського національного університету культури і мистецтв.
Учасник більше ніж 20 міжнародних, всеукраїнських, обласних виставок, пленеру «Седнівська осінь-2004», Міжнародного благодійного аукціону сучасного образотворчого мистецтва «ART-FOR.» (Донецьк, 2000 р.). Мав персональні виставки у Донецьку у 1996, 1999, 2000, 2004 роках. У 2004 році нагороджений Почесною грамотою Національної спілки художників України. Твори знаходяться в музеях України та приватних колекціях Голландії, Німеччини, Росії, США, України.
17 червня 2010 у приміщенні Донецького обласного художнього музею відкрилась персональна виставка Тараса Носаря «Свій серед чужих, чужий серед своїх», яка присвячується 50-річчю з дня народження та 30-річчю творчої діяльності автора.
У 2014 р. мав бігти з ОРДЛО, щоб уникнути арешту.

## Особисте життя
Одружений, має доньку (2013) і сина (2014).